# Князья Новгород-Северские

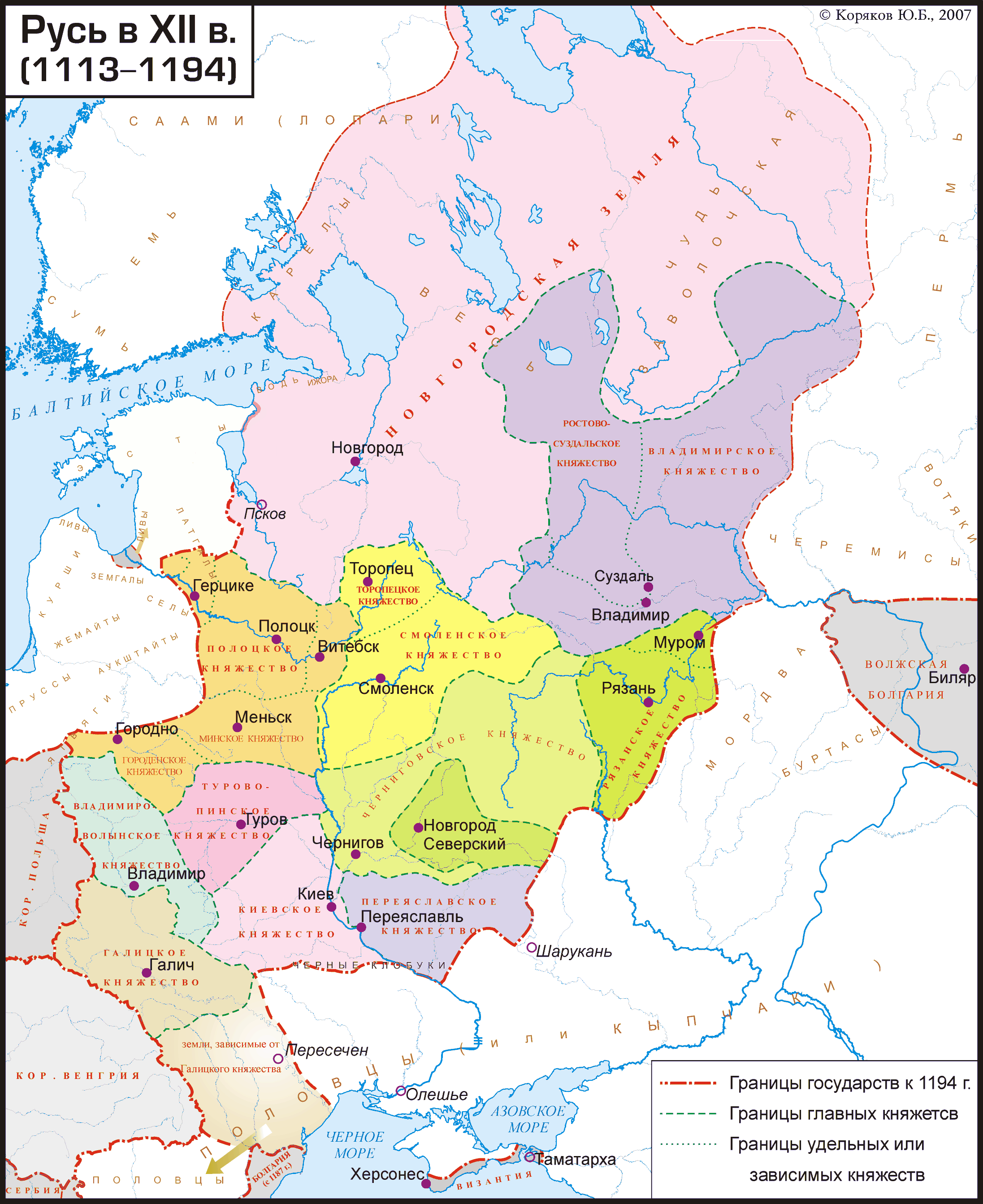
Новгород-Северское княжество на карте Руси XII века

Князья Новгород-Северские — русские князья Рюриковичи, Олег Святославич (1097—1115) и его потомки, с середины XIV века — также литовские Гедиминовичи. Правители Новгород-Северского княжества.
Территория княжества была населена восточнославянским племенем северян, под киевской властью не позднее конца IX века. В 1024—1036 и с 1054 года относилась к Черниговскому княжеству, с 1263 — к Брянскому, с 1356 — к великому княжеству Литовскому, с 1500 — к великому княжеству Московскому.

## 1097—1198 годы
Территория Новгород-Северского княжества была населена восточнославянским племенем северян и относилась к Черниговскому княжеству с 1024 года. После победы Святославичей в междоусобице 1094—1096 годов первым новгород-северским князем стал Олег Святославич, уступив Чернигов старшему брату Давыду. Умер Олег раньше Давыда (1115), и ему наследовали три сына: Всеволод, Игорь и Святослав. По сведениям Татищева В. Н., после захвата Всеволодом Чернигова (1127) он отдал Новгород-Северский Давыдовичам. А захватив Киев (1139), передал им Чернигов, Игорь и Святослав после этого княжили в Новгород-Северском княжестве. По событиям 1147 года мы видим, что восточные области Черниговского княжества при этом остались под контролем Ольговичей: Брянск, Козельск и др. Аналогично поступил Изяслав Давыдович, перейдя в Киев в 1157 году: он отдал Чернигов Святославу Ольговичу, но удержал все восточные области, в том числе через племянника Святослава Владимировича вщижского. Но когда после смерти Святослава вщижского (1167) старший сын Святослава Ольговича Олег Новгород-Северский попытался завладеть частью этих земель, он получил 4 города, но «лучшая волость» (судя по всему Вщиж и Стародуб) перешла в Ярославу Всеволодовичу.
Олег Святославич, отказываясь от Чернигова в пользу Святослава Всеволодовича в 1164 году, не уступил новгород-северский престол Ярославу Всеволодовичу в нарушение вотчинных прав последнего. Более того, в 1177 году при занятии Киева Святослав не передал Чернигов ни брату Ярославу, ни Олегу. И только когда Олег умер (1180), Ярослав Всеволодович занял черниговский престол. По версии Л.Войтовича, Олег Святославич княжил в Чернигове (а Игорь Святославич — в Новгороде-Северском) в 1178—1180 годах.
- Олег Святославич (1097—1115)
- Всеволод Ольгович (1115—1127)
- Владимир Давыдович? (1127—1139)
- Игорь Ольгович (1139—1146)
- Святослав Ольгович (с перерывами 1146—1157)
- Святослав Всеволодович (1157—1164) — внук Олега Святославича, сын Всеволода Ольговича, князя Черниговского и Киевского.
- Олег Святославич (1164—1180) — двоюродный брат Святослава Всеволодовича, сын Черниговского князя Святослава Ольговича.
- Игорь Святославич (1180—1198)— родной брат Олега Святославича, главный герой «Слова о полку Игореве».

## После 1198 года
Можно предположить...что лучший стол после черниговского доставался тому, кто был следующим по старшинству после черниговского князя. Но...Новгород-Северский не стал ступенью к Чернигову, хотя иногда служил для удовлетворения старейшего во второй линии...В чьих руках Новгород-Северский во время старшинства Игоря, не знаем, как и вообще не можем составить списка его князей. Тем более осторожно следует относиться к схематизации явлений, о которых сведения столь отрывочны.
Традиционно новгород-северским князем после Владимира Игоревича (и Олега (Игоревича?) курского) считался Изяслав Владимирович. Однако, Изяслав, действовавший в союзе с Михаилом Всеволодовичем и половцами в 1230-е, как правило не отождествляется историками с Изяславом, сыном Владимира Игоревича, известным по событиям 1211 года и возможно погибшим на Калке в 1223 году. В тот же период действовали ещё минимум два Изяслава: сын Мстислава Старого (княжил в Киеве в 1235) и сын Мстислава Удатного (получил с братьями во владение Поросье в 1232).
В Любецком синодике среди князей XIV века упомянуты Фёдор-Мстислав новгородский и Константин Давыдович новгородский, во Введенском синодике также Святослав Давыдович (и далее его сын Дмитрий новгородский, считающийся последним новгород-северским князем из Рюриковичей). Их историки признали сыновьями Давыда Ольговича, у которого в 1193 году родился сын Мстислав (в крещении Фёдор), и на этом основании сочли, что в Новгороде-Северском в XIII веке обосновалась старшая ветвь Ольговичей.
По версии Квашнина-Самарина Н. Д., в 1198—1206 годах в Новгороде-Северском княжил Владимир Игоревич, затем уступил стол старшим Ольговичам за помощь в овладении Галичем (изгнанный оттуда в 1208, он возвращался в Путивль, а не Новгород-Северский) и далее в Новгороде-Северском княжил всегда второй по старшинству князь. Келембет С. Н. реконструировал список новгород-северских князей по этому правилу. В частности, по нему Михаил Всеволодович был новгород-северским князем к 1223 году и сражался на Калке в таком качестве. Эта версия разделяется различными историками. Однако, Келембет признал правило несостоятельным, потому что оно «не оставляет места» сыновьям Давыда Ольговича, и поддержал идею Зотова Р. В. о том, что Давыдовичи заняли Новгород-Северский уже в начале XIII века. Зотов Р. В. считал черниговским князем в периоды киевского княжения Всеволода Чермного (1206—1212 с перерывами) Константина-Рюрика Ольговича, а новгород-северским — Давыда Ольговича, и далее сразу Давыдовичей Фёдора-Мстислава, Константина и Святослава. Большинством историков версия о существовании Константина Ольговича либо не поддерживается, либо видоизменяется: Горский А. А. считает его черниговским князем в 1223—1226 годах. Зотов полагал, что занятие Новгорода-Северского Ольговичами и затем Давыдовичами было правомерно, поскольку они были князьями «следующей по старшинству ветви за великокняжеской», хотя сам Зотов считал, что Олег был младшим братом Владимира вщижского, а значит, дети Владимира, погибшие, по его же версии, только в 1239 году, превосходили старшинством Давыда Ольговича.
Войтович Л. В. выдвинул версию, по которой на черниговском съезде 1206 года было принято решение о наследовании чернигово-северских уделов, включая Новгород-Северский, различными линиями Ольговичей, там княжил на тот момент Глеб Святославич, а затем (с 1212/15), следовательно, его сын Мстислав Глебович, хотя о княжении обоих в Новгороде-Северском ничего не известно. Михаил, по его мнению, в 1210—1223 годах «владел каким-то княжеством вблизи Чернигова» без уточнения.
Также есть версии о происхождении из младшей ветви как Михаила Святого (уб.1246), так и Давыдовичей новгород-северских.
| Период       | Зотов Р. В., Келембет С. Н. | Войтович Л. В.     | Квашнин-Самарин Н. Д. | Безроднов В. С., Журавель А. В. | Пресняков А. В.   |
| 1198—1201    | Олег Святославич            | Олег Святославич   | Олег Святославич      |                                 | Владимир Игоревич |
| 1201—1204    | Всеволод Чермный            | Всеволод Чермный   | Всеволод Чермный      |                                 | Владимир Игоревич |
| 1204—1206    | Давыд Ольгович              | Глеб Святославич   | Глеб Святославич      |                                 | Владимир Игоревич |
| 1206—1212    | Давыд Ольгович              | Глеб Святославич   | Глеб Святославич      |                                 |                   |
| 1212—1216/19 | Давыд Ольгович              | Мстислав Глебович  | Мстислав Святославич  | Михаил Всеволодович             |                   |
| 1216/19—1223 | Давыд Ольгович              | Мстислав Глебович  | Михаил Всеволодович   | Михаил Всеволодович             |                   |
| 1223—1239    | Мстислав Давыдович          | Мстислав Глебович  | Мстислав Глебович     |                                 |                   |
| 1239—        | Мстислав Давыдович          | Мстислав Давыдович | Мстислав Давыдович    |                                 |                   |

## Литовский период (с 1362)
- Дмитрий Ольгердович (1362—1379).
- Дмитрий-Корибут Ольгердович (1380—1393 или 1401).
- Фёдор Любартович (1393—1405).
- Шемякин, Иван Дмитриевич (1454—после 1471), сын Дмитрия Шемяки, бежавший из Москвы
- Шемякин, Василий Иванович в 1500 г. вместе с княжеством перешёл в подданство Московского князя Ивана III, репрессирован в 1523 г., после чего княжество потеряло самостоятельность.